# Ochsen-Röhrling
Der Ochsen-Röhrling (Imperator torosus, Syn. Boletus torosus) ist eine Pilzart aus der Familie der Dickröhrlingsverwandten (Boletaceae). Charakteristisch sind das intensiv dunkelblau verfärbende Fleisch, die lange gelb bleibenden Poren und das auffallend hohe spezifische Gewicht der Fruchtkörper.

## Merkmale

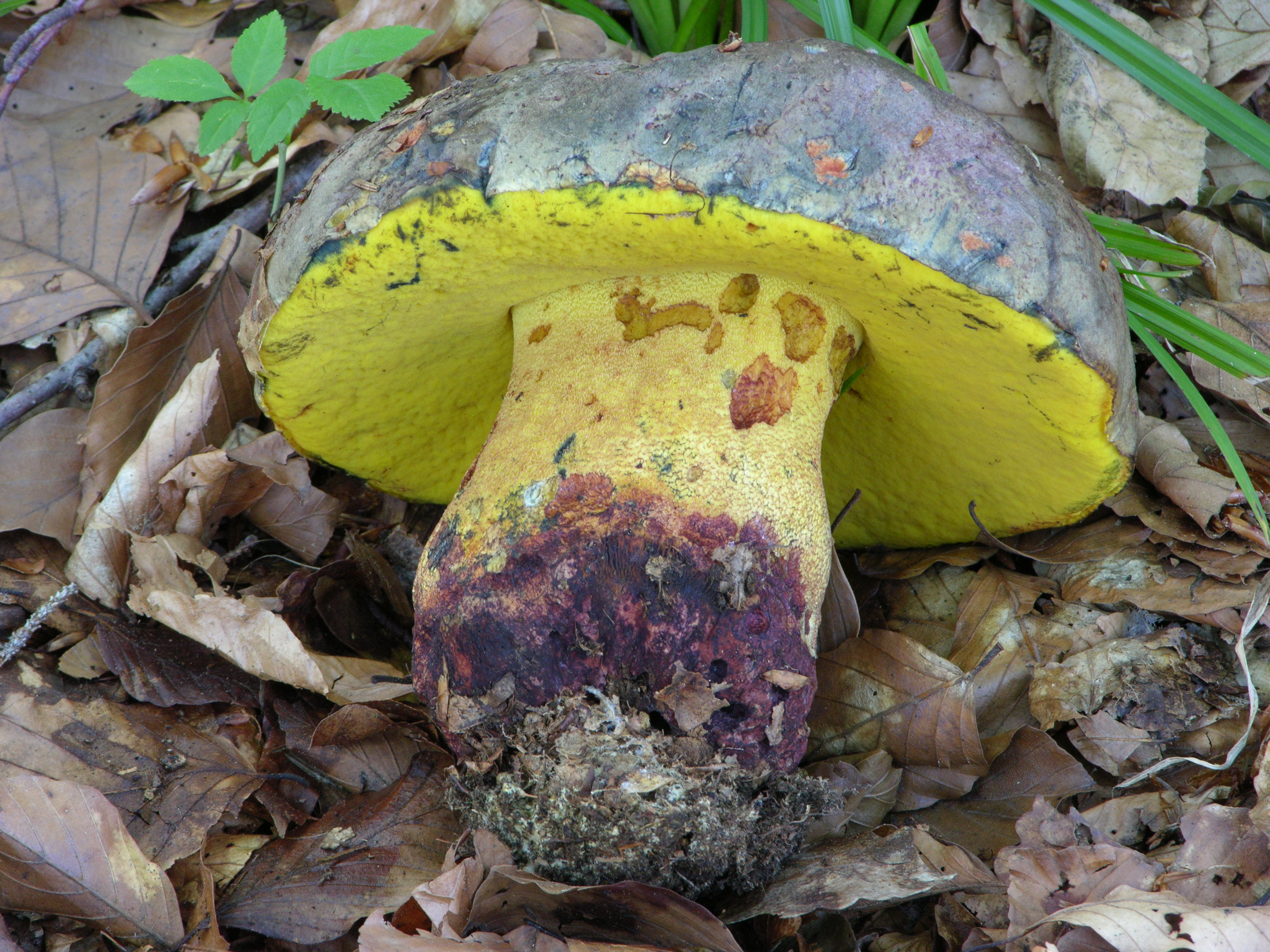
Fruchtkörper des Ochsen-Röhrlings mit gelben Poren und typisch roter Stielbasis

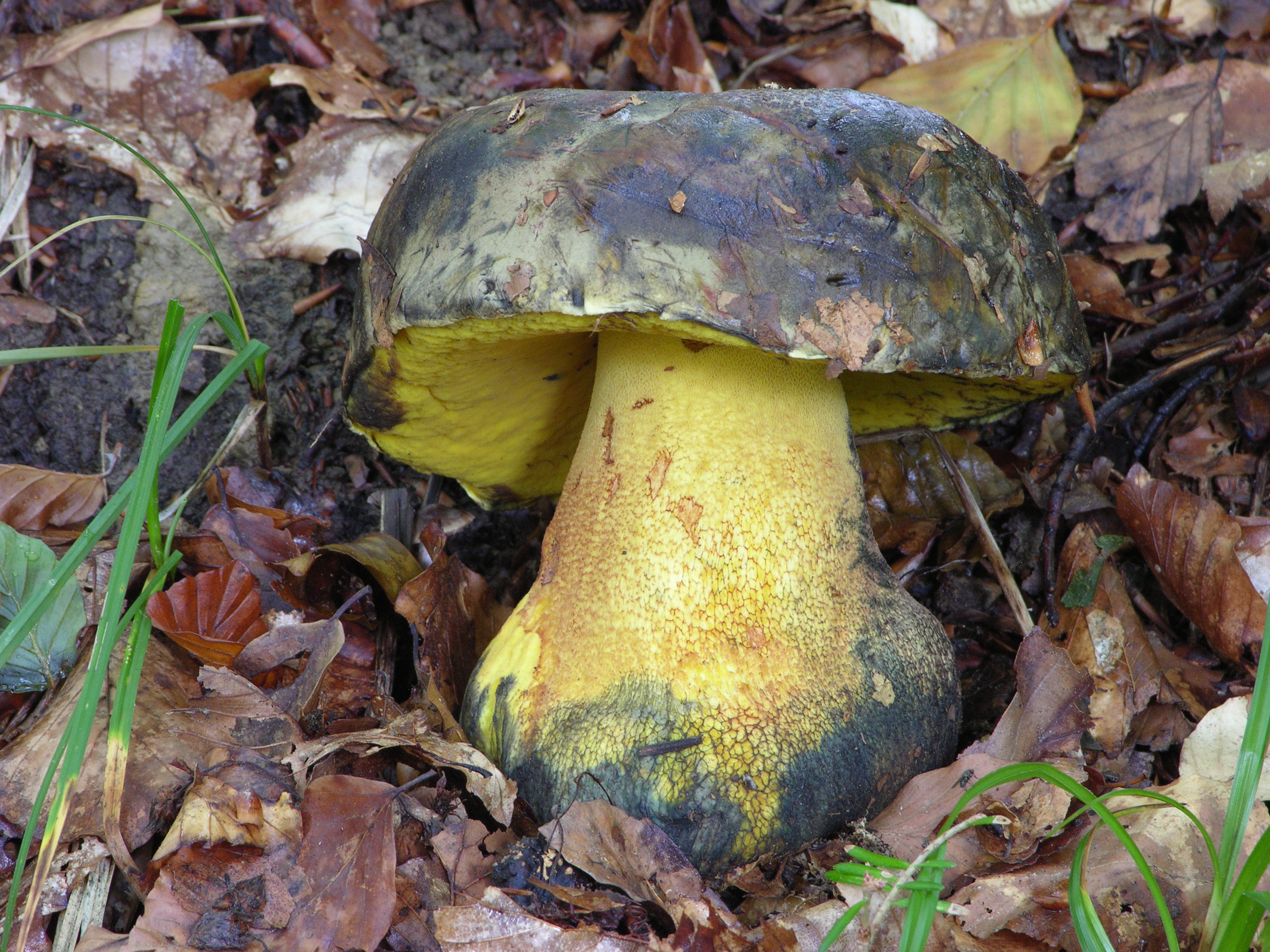
Ochsen-Röhrling mit dunkel blaugrün verfärbten Druckstellen an der Stielbasis

### Makroskopische Merkmale
Der Hut ist halbkugelig bis polsterförmig ausgebildet und verflacht auch im Alter nicht. Er erreicht einen Durchmesser zwischen 10 und 20 (bis maximal 25) cm. Die Färbung kann stark variieren. Zunächst ist er meist gold- bis ockergelb oder leicht grünlich getönt; dabei ist er oft recht hell und blass. Bald wird er rötlich fleckig und durch äußere Einflüsse schwarzblau. Durch ein Zusammenspiel all dieser Töne kann er auch bunt aussehen. Bald wird er jedoch schmutzig. Die Oberfläche ist feinfilzig und verkahlt im Alter fast gänzlich.
Die Röhren sind gelb mit einem Olivton. Auf Druck verfärben sie sich schwarzblau. Die Poren sind lange goldgelb gefärbt. Sie bekommen später einen orangen Ton und werden erst nach längerer Zeit orangerot. Bei Reife verliert sich die rote Färbung jedoch wieder, so dass die Poren wieder olivgelb getönt sind. Bei Berührung färben sie sich ebenfalls kräftig blau.
Der Stiel ist bauchig geformt und erreicht eine Länge zwischen 7 und 15 cm sowie eine Dicke von 2 bis 6 cm. Er ist zitronengelb gefärbt und ist von einem feinen Netz bedeckt. Die Basis ist meistens bereits jung dunkelrot getönt; bald trägt der gesamte Stiel diese Farbe. Das Basalmyzel ist blass gelblichweiß getönt.
Das Fleisch ist gelb und verfärbt sich bei Verletzung unmittelbar kräftig grünlichblau bis blauschwarz. Nach einigen Stunden verblasst der Ton und färbt sich dann rötlich. Unter den Röhren (Röhrenboden) ist das Fleisch gelblich. Es schmeckt mild und besitzt keinen bestimmten Geruch.

### Mikroskopische Merkmale
Die Basidien messen 35–50 × 8–12 Mikrometer. Die Sporen sind spindelig geformt und 11–15 × 5–6 µm groß. Die Zystiden sind bauchig bis schmal spindelig und 40–60 × 7–12 µm groß. Die Hutdeckschicht besteht aus Hyphen, deren Enden anfangs aufgerichtet, bald jedoch niederliegend sind. Diese sind 3–6 µm dick und zylindrisch bis schwach zugespitzt.

## Artabgrenzung
Der Ochsen-Röhrling ist durch seine lange gelb bleibenden Poren und das stark blauende Fleisch gekennzeichnet. Ähnliche Arten wie der Gelbhütige Purpur-Röhrling (Imperator luteocupreus) oder der Blaufleckende Purpur-Röhrling (Imperator rhodopurpureus) besitzen bereits sehr früh rötliche Poren.

## Ökologie
Der Ochsen-Röhrling ist im Sommer und Herbst in Laubwäldern sowie seltener in Nadelwäldern anzutreffen.

## Verbreitung
Der Ochsen-Röhrling ist in Europa in erster Linie im Süden verbreitet. Unter anderem in Frankreich kommt er häufiger vor. Im Norden existieren vereinzelte Funde in England und Südschweden. In Deutschland ist der Pilz überall sehr selten.

## Bedeutung
Der Ochsen-Röhrling ist roh giftig, kann aber nach Erhitzen oft schadlos verzehrt werden. In Frankreich, wo er unter anderem im Westen recht häufig vorkommt, ist er ein beliebter Speisepilz. Im Pilz wurde der Wirkstoff Coprin nachgewiesen, das in Verbindung mit Alkohol giftig wirkt. Dies wäre der erste Nachweis dieser Substanz außerhalb der Familie der Tintlingsverwandten. Allerdings wird das Vorhandensein dieses Giftes im Ochsen-Röhrling angezweifelt, da der Pilz auch mit Alkohol schadlos verzehrt werden kann. Außerdem sprechen Symptomatik und Latenzzeit bei Auftreten gegen das Coprinus-Syndrom.
Der Pilz wird auch ohne Alkohol häufig nicht vertragen. Dies wird auf die schwere Verdaulichkeit aufgrund des kompakten Fleisches, einen vermutlich hohen Gehalt an Chitin und oft große aufgenommene Mengen, wie in Frankreich oft zu beobachten, zurückgeführt. Symptome können bereits bei kleinen Mengen Bauchkrämpfe sein; bei üppigeren Mahlzeiten ist das Auftreten von Brechdurchfällen mit eventuell leichter Leberbeteiligung möglich. Daher wird vom Verzehr des Ochsen-Röhrlings generell abgeraten.